# Ulrike Popp
Ulrike Popp (* 1959 in Schleswig) ist Soziologin und war Universitätsprofessorin für Schulpädagogik an der Alpen-Adria-Universität in Klagenfurt.

## Leben
Ulrike Popp studierte Soziologie, Erziehungswissenschaft, Psychologie und Sozial- und Wirtschaftsgeschichte an der Universität Hamburg mit dem Abschluss Diplom-Soziologin. An der Universität Hamburg promovierte sie mit einer quantitativen und qualitativen Untersuchung über die Lebensentwürfe von deutschen und türkischen Jugendlichen. Von 1994 bis 2001 war sie an der Universität Bielefeld wissenschaftliche Assistentin an der Fakultät für Pädagogik. Nach der Habilitation mit dem Thema „Geschlechtssozialisation im Kontext schulischer Gewalthandlungen und konflikthafter Interaktionen“ war sie an der Universität Bielefeld als Oberassistentin tätig und als Vertretungsprofessorin am Institut für Allgemeine Didaktik und Schulpädagogik der Universität Dortmund (SS 2002). 2002 erhielt Ulrike Popp den Ruf auf die Universitätsprofessur für Schulpädagogik am Institut für Erziehungswissenschaft und Bildungsforschung der Alpen-Adria-Universität Klagenfurt.
Arbeitsschwerpunkte sind neben der Schulpädagogik die Sozialisations- und Jugendforschung, Geschlechterverhältnisse im Bildungsbereich, Schulversagen und soziale Ungleichheiten sowie Forschung zu ganztägigen Schulformen.

## Schriften (Auswahl)
- Geteilte Zukunft. Lebensentwürfe von deutschen und türkischen Schülerinnen und Schülern. Leske + Budrich, Opladen 1994.
- Geschlechtersozialisation und schulische Gewalt. Geschlechtstypische Ausdrucksformen und konflikthafte Interaktionen von Schülerinnen und Schülern der Sekundarstufe I. Juventa, Weinheim/München 2002.
- Schule forschend entwickeln. Schul- und Unterrichtsentwicklung zwischen Systemzwängen und Reformansprüchen, Hrsg. mit Sabine Reh. Juventa, Weinheim/München 2004.
- Fördern und Fordern an Schulen, Hrsg. mit Kornelia Tischler. Profil, Wien/München 2007